# Liga Światowa w Piłce Siatkowej 2001 (składy)
Artykuł grupuje składy wszystkich reprezentacji narodowych w piłce siatkowej, które wystąpiły w Lidze Światowej 2001.
- Wiek na dzień 11 maja 2001 roku.
- Przynależność klubowa na koniec sezonu 2000/2001.

## Argentyna
Trener: Carlos Getzelevich
Asystent: Waldo Kantor
| Nr | Imię i nazwisko    | Data urodzenia (wiek) | Wzrost (cm) | Klub                                |
| -- | ------------------ | --------------------- | ----------- | ----------------------------------- |
| 1  | Marcos Milinkovic  | 22.12.1971 (29)       | 205         | Volley Milano                       |
| 2  | Jerónimo Nicola    | 07.04.1979 (22)       | 197         | Rosario Central                     |
| 3  | Christian Lares    | 18.01.1974 (27)       | 199         | Tourcoing LM                        |
| 4  | Leandro Maly       | 29.01.1976 (25)       | 197         | Virtus Volley Fano                  |
| 5  | Leonardo Patti     | 06.07.1978 (22)       | 187         | AS Aris                             |
| 6  | Javier Weber       | 06.01.1966 (35)       | 180         | Unisul Esporte Clube                |
| 7  | Hugo Conte         | 14.04.1963 (38)       | 197         | Pallavolo Parma                     |
| 8  | Juan Pablo Porello | 27.06.1977 (23)       | 195         | AS Cannes                           |
| 9  | Nicolás Efrón      | 10.03.1979 (22)       | 196         | Vélez Sarsfield                     |
| 10 | Alejandro Spajić   | 07.05.1976 (25)       | 204         | Stade Poitevin Poitiers             |
| 11 | Jerónimo Bidegain  | 16.01.1977 (24)       | 200         | Pallavolo Modena                    |
| 12 | Pablo Peralta      | 09.12.1979 (21)       | 204         | Rosario Central                     |
| 13 | Javier Soldi       | 25.01.1977 (24)       | 205         | UBA                                 |
| 14 | Sebastián Firpo    | 27.10.1976 (24)       | 186         | Club de Amigos                      |
| 15 | Pablo Pereira      | 18.01.1974 (27)       | 190         | API Volley Isola della Scala Werona |
| 16 | Adrián González    | 25.07.1977 (23)       | 190         | Club Social Monteros                |
| 17 | Pablo Meana        | 10.06.1975 (25)       | 187         | Club de Amigos                      |
| 18 | Gastón Giani       | 26.04.1979 (22)       | 193         | Club Náutico Hacoaj                 |

## Brazylia
Trener: Bernardo Rezende
Asystent: Ricardo Tabach
| Nr | Imię i nazwisko            | Data urodzenia (wiek) | Wzrost (cm) | Klub                 |
| -- | -------------------------- | --------------------- | ----------- | -------------------- |
| 1  | Marcelo Negrão             | 10.10.1972 (28)       | 198         | Esporte Clube Suzano |
| 2  | Marcelo Elgarten           | 09.11.1974 (26)       | 186         | Sport Club Ulbra     |
| 3  | Giovane Gávio              | 07.09.1970 (30)       | 196         | CR Vasco da Gama     |
| 4  | André Heller               | 17.12.1975 (25)       | 199         | Unisul Esporte Clube |
| 5  | Henrique Randow            | 05.04.1978 (23)       | 201         | Minas Tênis Clube    |
| 6  | Maurício Lima              | 27.01.1968 (33)       | 184         | Minas Tênis Clube    |
| 7  | Gilberto de Godoy Filho    | 23.12.1976 (24)       | 192         | Minas Tênis Clube    |
| 8  | Douglas Chiarotti          | 10.11.1970 (30)       | 201         | Minas Tênis Clube    |
| 9  | André Nascimento           | 04.03.1979 (22)       | 195         | Minas Tênis Clube    |
| 10 | Sérgio Dutra Santos        | 15.10.1975 (25)       | 184         | Banespa              |
| 11 | Anderson Rodrigues         | 21.05.1974 (27)       | 190         | Sport Club Ulbra     |
| 12 | Nalbert Bitencourt         | 09.03.1974 (27)       | 195         | A.S. Volley Lube     |
| 13 | Gustavo Endres             | 23.08.1975 (25)       | 203         | Banespa              |
| 14 | Rodrigo Santana            | 17.04.1979 (22)       | 205         | Banespa              |
| 15 | Anderson Giacomini Menezes | 04.06.1978 (22)       | 193         | Sport Club Ulbra     |
| 16 | Wesley da Silva Ribeiro    | 24.04.1979 (22)       | 190         | Minas Tênis Clube    |
| 17 | Ricardo Garcia             | 19.11.1975 (25)       | 191         | Esporte Clube Suzano |
| 18 | Dante Amaral               | 30.09.1980 (20)       | 201         | Esporte Clube Suzano |

## Francja
Trener: Philippe Blain
Asystent:  Glenn Hoag
| Nr | Imię i nazwisko        | Data urodzenia (wiek) | Wzrost (cm) | Klub                                |
| -- | ---------------------- | --------------------- | ----------- | ----------------------------------- |
| 1  | Renaud Herpe           | 21.07.1975 (25)       | 198         | Latina Volley                       |
| 2  | Hubert Henno           | 06.10.1976 (24)       | 188         | Paris Volley                        |
| 3  | Dominique Daquin       | 10.11.1972 (28)       | 198         | Palermo Volley                      |
| 4  | Frédéric Gibert        | 15.04.1973 (28)       | 201         | Tours VB                            |
| 5  | Junot Mistoco          | 16.08.1979 (21)       | 198         | Arago de Sète                       |
| 6  | Onya Opota             | 03.06.1977 (23)       | 192         | AS Cannes                           |
| 7  | Jean-Charles Monneraye | 25.08.1980 (20)       | 209         | Montpellier UC                      |
| 8  | Laurent Capet          | 05.05.1972 (29)       | 202         | Tourcoing LM                        |
| 9  | Frantz Granvorka       | 10.03.1976 (25)       | 195         | Pallavolo Parma                     |
| 10 | Sébastien Le Bossé     | 05.06.1973 (27)       | 188         | Tours VB                            |
| 11 | Stéphane Antiga        | 03.02.1976 (25)       | 200         | Paris Volley                        |
| 12 | Luc Marquet            | 15.04.1970 (31)       | 194         | A.S. Volley Lube                    |
| 13 | Laurent Chambertin     | 29.09.1966 (34)       | 189         | Stade Poitevin Poitiers             |
| 14 | Philippe Barca-Cysique | 22.04.1977 (24)       | 194         | Asnières Volley 92                  |
| 15 | Fabrice Bry            | 02.04.1972 (29)       | 200         | API Volley Isola della Scala Werona |
| 16 | Olivier Lecat          | 30.04.1967 (34)       | 188         | Tours VB                            |
| 17 | Pascal Brifaud         | 29.11.1974 (26)       | 198         | JSA Bordeaux                        |
| 18 | Sébastien Frangolacci  | 31.03.1976 (25)       | 192         | Asnières Volley 92                  |

## Grecja
Trener: Stelios Prosalikas
Asystent: Mich Triantafyllidis
| Nr | Imię i nazwisko         | Data urodzenia (wiek) | Wzrost (cm) | Klub             |
| -- | ----------------------- | --------------------- | ----------- | ---------------- |
| 1  | Kostas Christofidelis   | 26.06.1977 (23)       | 195         | Olympiakos SFP   |
| 2  | Marios Giurdas          | 02.03.1973 (28)       | 202         | Olympiakos SFP   |
| 3  | Teodoros Chadziandoniu  | 16.03.1974 (27)       | 204         | Panathinaikos AO |
| 4  | Chrisantos Kiriazis     | 21.04.1972 (29)       | 195         | GS Iraklis       |
| 5  | Dimitris Kazazis        | 24.10.1966 (34)       | 194         | Panellinios GS   |
| 6  | Wasilis Kurnetas        | 02.08.1976 (24)       | 191         | Olympiakos SFP   |
| 7  | Sotiris Pandaleon       | 21.06.1980 (20)       | 200         | Panathinaikos AO |
| 8  | Stefanos Amaksopulos    | 15.05.1973 (27)       | 193         | AEK              |
| 9  | Christos Dimitrakopulos | 01.07.1974 (26)       | 190         | Panellinios GS   |
| 10 | Andonis Tsakiropulos    | 01.07.1969 (31)       | 205         | Olympiakos SFP   |
| 11 | Nikos Rumeliotis        | 12.10.1978 (22)       | 201         | EA Patras        |
| 12 | Apostolos Armenakis     | 19.07.1980 (20)       | 206         | PAOK             |
| 13 | Teoklitos Karipidis     | 18.01.1980 (21)       | 200         | GS Iraklis       |
| 14 | Wasilis Plikas          | 03.05.1980 (21)       | 184         | AEK              |
| 15 | Ilias Lapas             | 20.07.1979 (21)       | 194         | Panellinios GS   |
| 16 | Andonis Kowatsef        | 26.10.1972 (28)       | 198         | PAOK             |
| 17 | Nikos Smaragdis         | 12.02.1982 (19)       | 202         | PAOK             |
| 18 | Tontor-Zlatko Baew      | 31.05.1977 (23)       | 200         | AO Orestiada     |

## Hiszpania
Trener: Francisco Hervás
Asystent: Pascual Saurín
| Nr | Imię i nazwisko      | Data urodzenia (wiek) | Wzrost (cm) | Klub                          |
| -- | -------------------- | --------------------- | ----------- | ----------------------------- |
| 1  | Rafa Pascual         | 16.03.1970 (31)       | 196         | Panasonic Matsushita Panthers |
| 2  | Pedro Cabrera        | 31.10.1978 (22)       | 203         | CV Calvo Sotelo Gran Canaria  |
| 3  | Daniel Eugenio       | 11.09.1979 (21)       | 195         | Club Vigo Voleibol            |
| 4  | Alfonso Flores       | 24.08.1975 (25)       | 189         | Numancia Voleibol             |
| 5  | Luis Pedro Suela     | 07.07.1976 (24)       | 195         | Numancia Voleibol             |
| 6  | Juan Carlos Vega     | 15.09.1975 (25)       | 192         | Grande Volley Asti            |
| 7  | Jordi Gens           | 21.07.1978 (22)       | 190         | PTV Malaga                    |
| 8  | Gustavo Saucedo      | 05.01.1978 (23)       | 195         | Tarragona SPiSP               |
| 9  | Alexis Valido        | 09.03.1976 (25)       | 188         | VfB Friedrichshafen           |
| 10 | Cosme Prenafeta      | 09.12.1971 (29)       | 188         | CV Almería                    |
| 11 | Carlos Carreño       | 19.04.1973 (28)       | 198         | CV Almería                    |
| 12 | Guillermo Falasca    | 24.10.1977 (23)       | 200         | Stade Poitevin Poitiers       |
| 13 | José Antonio Casilla | 29.08.1979 (21)       | 197         | Numancia Voleibol             |
| 14 | José Luis Moltó      | 29.06.1975 (25)       | 206         | Noliko Maaseik                |
| 15 | Manuel Sevillano     | 02.07.1981 (19)       | 194         | Numancia Voleibol             |
| 16 | Juan José Salvador   | 18.12.1975 (25)       | 200         | A.S. Volley Lube              |
| 17 | Enrique De La Fuente | 11.08.1975 (25)       | 195         | Trentino Volley               |
| 18 | Antonio Cabrera      | 11.09.1977 (23)       | 201         | CV Calvo Sotelo Gran Canaria  |

## Holandia
Trener: Bert Goedkoop
Asystent: Stewart Bernard
| Nr | Imię i nazwisko    | Data urodzenia (wiek) | Wzrost (cm) | Klub               |
| -- | ------------------ | --------------------- | ----------- | ------------------ |
| 1  | Dirk-Jan van Gendt | 18.07.1974 (26)       | 185         | Vrevok Nieuwegein  |
| 2  | Nico Freriks       | 22.12.1981 (19)       | 192         | SSS                |
| 3  | Sander Olsthoorn   | 21.07.1974 (26)       | 207         | Dynamo Apeldoorn   |
| 4  | Reinder Nummerdor  | 10.09.1976 (24)       | 194         | Gabeca Montichiari |
| 5  | Guido Görtzen      | 09.11.1970 (30)       | 202         | Pallavolo Modena   |
| 6  | Richard Schuil     | 02.05.1973 (28)       | 202         | Noliko Maaseik     |
| 7  | Mike van de Goor   | 14.05.1973 (27)       | 207         | Dynamo Apeldoorn   |
| 8  | Kars van Tarel     | 30.09.1974 (26)       | 193         | Dynamo Apeldoorn   |
| 9  | Bas van de Goor    | 04.09.1971 (29)       | 208         | Sisley Treviso     |
| 10 | Joost Kooistra     | 31.10.1976 (24)       | 196         | Dynamo Apeldoorn   |
| 11 | Erik Schuil        | 16.10.1977 (23)       | 195         | Capelle            |
| 12 | Jochem de Gruijter | 18.04.1978 (23)       | 199         | VC Nesselande      |
| 13 | Joppe Paulides     | 13.04.1982 (19)       | 203         | SSS                |
| 14 | Robert Horstink    | 26.12.1981 (19)       | 201         | Dynamo Apeldoorn   |
| 15 | Gerjan Huisken     | 07.12.1977 (23)       | 210         | Capelle            |
| 16 | Allan van de Loo   | 10.01.1975 (26)       | 196         | Vrevok Nieuwegein  |
| 17 | Martijn Dieleman   | 11.05.1979 (22)       | 202         | Numancia Voleibol  |
| 18 | Jeroen Trommel     | 01.08.1980 (20)       | 194         | Capelle            |

## Japonia
Trener: Mikiyasu Tanaka
Asystent: Kazumoto Yoneyama
| Nr | Imię i nazwisko      | Data urodzenia (wiek) | Wzrost (cm) | Klub                          |
| -- | -------------------- | --------------------- | ----------- | ----------------------------- |
| 1  | Nobuyoshi Hosokawa   | 17.05.1973 (27)       | 191         | NEC Blue Rockets              |
| 2  | Tomonori Takahashi   | 12.07.1973 (27)       | 195         | Osaka Blazers Sakai           |
| 3  | Nobuharu Saito       | 29.09.1973 (27)       | 205         | Toray Arrows                  |
| 4  | Yōsuke Ōmori         | 23.05.1974 (26)       | 188         | NEC Blue Rockets              |
| 5  | Seido Watanabe       | 28.08.1975 (25)       | 193         | NEC Blue Rockets              |
| 6  | Kentarō Asahi        | 19.09.1975 (25)       | 197         | Suntory Sunbirds              |
| 7  | Shinnosuke Wakito    | 02.11.1975 (25)       | 183         | NEC Blue Rockets              |
| 8  | Katsutoshi Tsumagari | 02.11.1975 (25)       | 183         | Suntory Sunbirds              |
| 9  | Hiroaki Kawaura      | 13.11.1975 (25)       | 200         | Fuji Film Planets             |
| 10 | Masakazu Ushio       | 13.06.1976 (24)       | 185         | Panasonic Matsushita Panthers |
| 11 | Yōichi Katō          | 12.08.1976 (24)       | 190         | Toray Arrows                  |
| 12 | Yūichirō Sawahata    | 14.03.1977 (23)       | 196         | Osaka Blazers Sakai           |
| 13 | Hiroyuki Kikuchi     | 15.05.1978 (22)       | 194         | NEC Blue Rockets              |
| 14 | Takahiro Yamamoto    | 12.07.1978 (22)       | 202         | Panasonic Matsushita Panthers |
| 15 | Hiroyuki Kai         | 17.07.1978 (22)       | 193         | Osaka Blazers Sakai           |
| 16 | Ryūji Naohiro        | 01.10.1978 (22)       | 198         | JT Thunders                   |
| 17 | Daisuke Usami        | 29.03.1979 (22)       | 184         | NEC Blue Rockets              |
| 18 | Kazuma Kishimoto     | 27.07.1979 (21)       | 195         | Uniwersytet Kindai            |

## Jugosławia
Trener: Zoran Gajić
Asystent: Bogdan Sretenović
| Nr | Imię i nazwisko | Data urodzenia (wiek) | Wzrost (cm) | Klub                     |
| -- | --------------- | --------------------- | ----------- | ------------------------ |
| 1  | Rajko Jokanović | 27.11.1971 (29)       | 190         | Bayer Wuppertal          |
| 2  | Goran Marić     | 02.11.1981 (19)       | 204         | Vojvodina Nowy Sad       |
| 3  | Vladimir Batez  | 07.09.1969 (31)       | 194         | Latina Volley            |
| 4  | Bojan Janić     | 11.03.1982 (19)       | 198         | Crvena zvezda Belgrad    |
| 5  | Edin Škorić     | 01.12.1975 (25)       | 195         | Panellinios GS           |
| 6  | Slobodan Boškan | 18.08.1975 (25)       | 197         | Trentino Volley          |
| 7  | Đula Mešter     | 03.04.1972 (29)       | 203         | Trentino Volley          |
| 8  | Vasa Mijić      | 11.04.1973 (28)       | 186         | Vojvodina Nowy Sad       |
| 9  | Nikola Grbić    | 06.09.1973 (27)       | 195         | Volley Milano            |
| 10 | Vladimir Grbić  | 14.12.1970 (30)       | 193         | Roma Volley              |
| 11 | Ilija Nikolić   | 03.08.1974 (26)       | 194         | Nice VB                  |
| 12 | Andrija Gerić   | 24.01.1977 (24)       | 203         | Gabeca Montichiari       |
| 13 | Goran Vujević   | 27.02.1973 (28)       | 192         | Magna Grecia Volley      |
| 14 | Ivan Miljković  | 13.09.1979 (21)       | 206         | A.S. Volley Lube         |
| 15 | Veljko Petković | 23.01.1977 (24)       | 199         | Vojvodina Nowy Sad       |
| 16 | Milan Marković  | 20.01.1980 (21)       | 203         | Budvanska Rivijera Budva |
| 17 | Danilo Mrđa     | 17.06.1977 (23)       | 205         | Crvena zvezda Belgrad    |
| 18 | Igor Vušurović  | 24.09.1974 (26)       | 200         | Roma Volley              |

## Kuba
Trener: Gilberto Herrera
Asystent: Luis Oviedo
| Nr | Imię i nazwisko           | Data urodzenia (wiek) | Wzrost (cm) | Klub          |
| -- | ------------------------- | --------------------- | ----------- | ------------- |
| 1  | Leonel Marshall           | 25.09.1979 (21)       | 196         | Ciudad Habana |
| 2  | Ihosvany Chambers         | 26.03.1972 (29)       | 184         | Cienfuegos    |
| 3  | Rodolfo Sánchez           | 27.05.1969 (31)       | 198         | Pinar del Río |
| 4  | Yaniel Garay Gomez        | 20.11.1980 (20)       | 201         | Cienfuegos    |
| 5  | Jorge Hernández Larrinaga | 20.08.1978 (22)       | 199         | Ciudad Habana |
| 6  | Iván Ruiz                 | 26.03.1977 (24)       | 197         | Camagüey      |
| 7  | Ángel Dennis              | 13.06.1977 (23)       | 194         | Ciudad Habana |
| 8  | Pavel Pimienta            | 03.08.1976 (24)       | 204         | Camagüey      |
| 9  | Raúl Diago                | 01.08.1967 (33)       | 191         | Matanzas      |
| 10 | Tomás Aldazabal           | 30.05.1976 (24)       | 193         | Ciudad Habana |
| 11 | Raidel Romero Poey        | 20.02.1982 (19)       | 198         | Ciudad Habana |
| 12 | Ramón Gato                | 16.11.1973 (27)       | 192         | Camagüey      |
| 13 | Alain Roca                | 07.09.1976 (24)       | 198         | Ciudad Habana |
| 14 | Ihosvany Hernández Rivera | 06.08.1972 (28)       | 206         | Ciudad Habana |
| 15 | Javier González           | 21.01.1983 (18)       | 192         | Ciudad Habana |
| 16 | Yosenqui García           | 07.01.1977 (24)       | 200         | Pinar del Río |
| 17 | Odelvis Dominico Speek    | 06.05.1977 (24)       | 205         | Ciudad Habana |
| 18 | Yasser Romero             | 05.08.1979 (21)       | 190         | Ciudad Habana |

## Niemcy
Trener:  Stelian Moculescu
Asystent: Söhnke Hinz
| Nr | Imię i nazwisko    | Data urodzenia (wiek) | Wzrost (cm) | Klub                |
| -- | ------------------ | --------------------- | ----------- | ------------------- |
| 1  | Marco Liefke       | 15.07.1974 (26)       | 208         | SCC Berlin          |
| 2  | Frank Bachmann     | 27.12.1977 (23)       | 191         | Bayer Wuppertal     |
| 3  | Bogdan Jalowietzki | 13.12.1967 (33)       | 203         | VfB Friedrichshafen |
| 4  | Axel Jennewein     | 26.09.1973 (27)       | 190         | Pallavolo Lamezia   |
| 5  | Björn Andrae       | 14.05.1981 (19)       | 200         | VfB Friedrichshafen |
| 6  | Holger Kleinbub    | 20.08.1971 (29)       | 206         | VfB Friedrichshafen |
| 7  | Stefan Hübner      | 13.06.1975 (25)       | 200         | Pallavolo Loreto    |
| 8  | Michael Mayer      | 14.02.1980 (21)       | 193         | TSV Unterhaching    |
| 9  | Wolfgang Kuck      | 12.10.1967 (33)       | 197         | Montpellier UC      |
| 10 | Ralph Bergmann     | 26.05.1970 (30)       | 206         | VC Lennik           |
| 11 | Frank Dehne        | 14.02.1976 (25)       | 202         | SCC Berlin          |
| 12 | Christian Pampel   | 06.09.1979 (21)       | 198         | VfB Friedrichshafen |
| 13 | Steffen Busse      | 19.04.1975 (26)       | 201         | VV Lipsk            |
| 14 | Gabriel Krüger     | 11.02.1976 (25)       | 198         | SCC Berlin          |
| 15 | Mark Siebeck       | 14.10.1975 (25)       | 195         | VV Lipsk            |
| 16 | Ilja Wiederschein  | 05.04.1977 (24)       | 198         | SCC Berlin          |
| 17 | Norbert Walter     | 01.07.1979 (21)       | 208         | SCC Berlin          |
| 18 | Armin Dewes        | 04.12.1979 (21)       | 212         | VfB Friedrichshafen |

## Polska
Trener: Ryszard Bosek
Asystent: Wojciech Drzyzga
| Nr | Imię i nazwisko       | Data urodzenia (wiek) | Wzrost (cm) | Klub                             |
| -- | --------------------- | --------------------- | ----------- | -------------------------------- |
| 1  | Andrzej Stelmach      | 15.08.1972 (28)       | 200         | 4Torri Ferrara Volley            |
| 2  | Grzegorz Szymański    | 12.07.1978 (22)       | 202         | AZS Częstochowa                  |
| 3  | Piotr Gruszka         | 08.03.1977 (24)       | 206         | Cagliari Volley                  |
| 4  | Krzysztof Janczak     | 12.11.1974 (26)       | 202         | Jastrzębie Borynia               |
| 5  | Paweł Zagumny         | 18.10.1977 (23)       | 200         | Pallavolo Padwa                  |
| 6  | Dawid Murek           | 24.07.1977 (23)       | 196         | AZS Częstochowa                  |
| 7  | Krzysztof Wójcik      | 20.10.1960 (40)       | 181         | Jastrzębie Borynia               |
| 8  | Rafał Musielak        | 22.08.1973 (27)       | 194         | Mostostal-Azoty Kędzierzyn-Koźle |
| 9  | Przemysław Michalczyk | 19.01.1973 (28)       | 189         | Jastrzębie Borynia               |
| 10 | Robert Prygiel        | 17.04.1976 (25)       | 200         | Czarni Radom                     |
| 11 | Marcin Prus           | 16.10.1978 (22)       | 198         | Mostostal-Azoty Kędzierzyn-Koźle |
| 12 | Jarosław Stancelewski | 11.05.1974 (27)       | 204         | Czarni Radom                     |
| 13 | Łukasz Kadziewicz     | 20.09.1980 (20)       | 206         | AZS Olsztyn                      |
| 14 | Paweł Papke           | 13.02.1977 (24)       | 196         | Mostostal-Azoty Kędzierzyn-Koźle |
| 15 | Marcin Kocik          | 07.05.1979 (22)       | 196         | Czarni Radom                     |
| 16 | Łukasz Żygadło        | 02.08.1979 (21)       | 201         | AZS Częstochowa                  |
| 17 | Michał Bąkiewicz      | 22.03.1981 (20)       | 197         | AZS Częstochowa                  |
| 18 | Arkadiusz Gołaś       | 10.05.1981 (20)       | 201         | AZS Częstochowa                  |

## Portugalia
Trener:  Juan Diaz Mariño
Asystent: Carlos Maia
| Nr | Imię i nazwisko   | Data urodzenia (wiek) | Wzrost (cm) | Klub               |
| -- | ----------------- | --------------------- | ----------- | ------------------ |
| 1  | Ubirajara Pereira | 25.08.1970 (30)       | 198         | Castêlo da Maia GC |
| 2  | Miguel Soares     | 07.05.1969 (32)       | 193         | Leixões SC         |
| 3  | Manuel Silva      | 28.12.1973 (27)       | 192         | Numancia Voleibol  |
| 4  | Wagner Silva      | 27.07.1969 (31)       | 187         | Castêlo da Maia GC |
| 5  | Roberto Reis      | 02.03.1980 (21)       | 190         | Esmoriz GC         |
| 6  | Nilson Júnior     | 01.07.1965 (35)       | 190         | Castêlo da Maia GC |
| 7  | Marco Silva       | 10.05.1975 (26)       | 187         | CD Nacional        |
| 8  | Alexandre Afonso  | 25.03.1968 (33)       | 191         | CD Fiães           |
| 9  | Bruno Lima        | 18.09.1976 (24)       | 180         | Esmoriz GC         |
| 10 | Bruno Carvalho    | 06.05.1975 (26)       | 193         | Leixões SC         |
| 11 | Hugo Gaspar       | 02.09.1982 (18)       | 200         | Esmoriz GC         |
| 12 | Pedro Azenha      | 06.04.1976 (25)       | 183         | Castêlo da Maia GC |
| 13 | Jorge Alves       | 27.02.1978 (23)       | 187         | Castêlo da Maia GC |
| 14 | Carlos Teixeira   | 11.03.1976 (25)       | 182         | Castêlo da Maia GC |
| 15 | Rui Monteiro      | 07.09.1974 (26)       | 188         | Esmoriz GC         |
| 16 | Rogério Lopes     | 17.02.1970 (31)       | 186         | Castêlo da Maia GC |
| 17 | Adriano Paço      | 28.01.1976 (25)       | 195         | Vitória SC         |
| 18 | Alexandre Castro  | 03.03.1980 (21)       | 191         | Leixões SC         |

## Rosja
Trener: Giennadij Szypulin
Asystent: Władimir Kondra
| Nr | Imię i nazwisko      | Data urodzenia (wiek) | Wzrost (cm) | Klub                        |
| -- | -------------------- | --------------------- | ----------- | --------------------------- |
| 1  | Maksim Tierioszyn    | 05.08.1979 (21)       | 200         | MGTU-Łużniki Moskwa         |
| 2  | Jurij Lewkin         | 12.03.1974 (27)       | 195         | MGTU-Łużniki Moskwa         |
| 3  | Grigorij Afinogienow | 25.03.1980 (21)       | 205         | Iskra Odincowo              |
| 4  | Pawieł Abramow       | 23.04.1979 (22)       | 198         | Iskra Odincowo              |
| 5  | Aleksiej Bowduj      | 26.10.1977 (23)       | 200         | UEM-Izumrud Jekaterynburg   |
| 6  | Igor Szulepow        | 16.11.1972 (28)       | 203         | Pallavolo Parma             |
| 7  | Aleksiej Kazakow     | 18.03.1976 (25)       | 217         | Pallavolo Modena            |
| 8  | Jewgienij Mitkow     | 23.03.1972 (29)       | 194         | Gabeca Montichiari          |
| 9  | Siergiej Tietiuchin  | 23.09.1975 (25)       | 197         | Pallavolo Parma             |
| 10 | Roman Jakowlew       | 13.08.1976 (24)       | 202         | Pallavolo Modena            |
| 11 | Konstantin Uszakow   | 24.03.1970 (31)       | 198         | Trentino Volley             |
| 12 | Dienis Garkuszenko   | 09.02.1977 (24)       | 192         | Nieftianik Baszkirii Ufa    |
| 13 | Andriej Jegorczew    | 08.02.1978 (23)       | 205         | Biełogorje-Dinamo Biełgorod |
| 14 | Aleksandr Kosariew   | 30.09.1977 (23)       | 203         | Biełogorje-Dinamo Biełgorod |
| 15 | Aleksandr Gierasimow | 22.01.1975 (26)       | 201         | UEM-Izumrud Jekaterynburg   |
| 16 | Ilja Sawieljew       | 10.06.1971 (29)       | 202         | JT Thunders                 |
| 17 | Roman Archipow       | 08.11.1980 (20)       | 191         | MGTU-Łużniki Moskwa         |
| 18 | Aleksiej Kuleszow    | 24.02.1979 (22)       | 206         | Biełogorje-Dinamo Biełgorod |

## Stany Zjednoczone
Trener: Doug Beal
Asystent: Brad Saindon
| Nr | Imię i nazwisko    | Data urodzenia (wiek) | Wzrost (cm) | Klub                     |
| -- | ------------------ | --------------------- | ----------- | ------------------------ |
| 1  | Richard Lambourne  | 06.05.1975 (26)       | 193         | bez klubu                |
| 2  | Greg Romano        | 11.04.1973 (28)       | 195         | Pallavolo Lamezia        |
| 3  | Brandon Taliaferro | 28.09.1977 (23)       | 196         | UCLA                     |
| 4  | Phil Eatherton     | 02.01.1974 (27)       | 207         | CV Almería               |
| 5  | Erik Sullivan      | 09.08.1972 (28)       | 194         | Dynamo Apeldoorn         |
| 6  | Colin McMillan     | 10.06.1977 (23)       | 210         | bez klubu                |
| 7  | Donald Suxho       | 21.02.1976 (25)       | 196         | bez klubu                |
| 8  | William Priddy     | 01.10.1977 (23)       | 193         | Volley Forlì             |
| 9  | Scott Wong         | 01.11.1978 (22)       | 196         | Pepperdine University    |
| 10 | Riley Salmon       | 02.07.1976 (24)       | 197         | Tomei Livorno Pallavolo  |
| 11 | Jeff Ptak          | 11.11.1979 (21)       | 196         | Indiana University       |
| 12 | Thomas Hoff        | 09.06.1973 (27)       | 203         | Toray Arrows             |
| 13 | Clayton Stanley    | 20.01.1978 (23)       | 205         | bez klubu                |
| 14 | Kevin Barnett      | 14.05.1974 (26)       | 200         | hotVolleys Wiedeń        |
| 15 | Mike Wall          | 28.02.1980 (21)       | 190         | Brigham Young University |
| 16 | Chris Seiffert     | 06.01.1978 (23)       | 190         | bez klubu                |
| 17 | Matt Olsen         | 16.01.1976 (25)       | 195         | Brigham Young University |
| 18 | Adam Naeve         | 09.02.1978 (23)       | 211         | UCLA                     |

## Wenezuela
Trener: José David Suárez
Asystent: Luis Miguel Díaz
| Nr | Imię i nazwisko    | Data urodzenia (wiek) | Wzrost (cm) | Klub                          |
| -- | ------------------ | --------------------- | ----------- | ----------------------------- |
| 1  | Jorge Reyes        | 16.03.1976 (25)       | 192         | Indios de Miranda             |
| 2  | Manuel Blanco      | 21.12.1977 (23)       | 193         | Club Náutico Hacoaj           |
| 3  | Andy Rojas         | 02.10.1977 (23)       | 197         | Olympiakos SFP                |
| 4  | Gustavo Valderrama | 31.07.1977 (23)       | 192         | Club Vigo Voleibol            |
| 5  | José Polanco       | 18.02.1973 (28)       | 180         | Indios de Miranda             |
| 6  | Heriberto Quero    | 06.03.1977 (24)       | 190         | Indomita Salerno              |
| 7  | Carlos Tejeda      | 29.09.1980 (20)       | 198         | Club Obras Sanitarias         |
| 8  | Andrés Manzanillo  | 01.08.1977 (23)       | 197         | UBA                           |
| 9  | Héctor Guzmán      | 04.02.1978 (23)       | 195         | Pinuccio Capurso Volley Gioia |
| 10 | Alvarado           | 29.08.1975 (25)       | 198         |                               |
| 11 | Ernardo Gómez      | 30.07.1982 (18)       | 195         | Olympiakos SFP                |
| 12 | Magdiel Robles     | 30.11.1973 (27)       | 198         | Indios de Miranda             |
| 13 | Kenneth Blanca     | 28.12.1979 (21)       | 201         | Club Vigo Voleibol            |
| 14 | Thomas Ereú        | 25.10.1979 (21)       | 193         | Pallavolo Mantova             |
| 15 | José Torres        | 19.03.1980 (21)       | 199         | Indios de Miranda             |
| 16 | Jorge Silva        | 22.04.1980 (21)       | 186         | Club de Regatas San Nicolás   |
| 17 | Juan Carlos Blanco | 27.07.1981 (19)       | 193         | Indios de Miranda             |
| 18 | Rodman Valera      | 20.04.1982 (19)       | 188         | Indios de Miranda             |

## Włochy
Trener: Andrea Anastasi
Asystent: Luigi Schiavon
| Nr | Imię i nazwisko     | Data urodzenia (wiek) | Wzrost (cm) | Klub                  |
| -- | ------------------- | --------------------- | ----------- | --------------------- |
| 1  | Matej Černič        | 13.09.1978 (22)       | 194         | 4Torri Ferrara Volley |
| 2  | Paolo Cozzi         | 26.05.1980 (20)       | 200         | Volley Milano         |
| 3  | Luca Tencati        | 16.03.1979 (22)       | 200         | Sisley Treviso        |
| 4  | Luigi Mastrangelo   | 17.08.1975 (25)       | 202         | Piemonte Volley       |
| 5  | Cristian Casoli     | 27.01.1975 (26)       | 194         | Piemonte Volley       |
| 6  | Daniele Sottile     | 17.08.1979 (21)       | 186         | Pallavolo Torino      |
| 7  | Paolo Torre         | 26.11.1976 (24)       | 201         | Piemonte Volley       |
| 8  | Alberto Cisolla     | 10.10.1977 (23)       | 197         | Sisley Treviso        |
| 9  | Lorenzo Bernardi    | 11.08.1968 (32)       | 199         | Sisley Treviso        |
| 10 | Simone Rosalba      | 31.01.1976 (25)       | 197         | A.S. Volley Lube      |
| 11 | Hristo Zlatanov     | 21.04.1976 (25)       | 201         | Volley Milano         |
| 12 | Mirko Corsano       | 28.10.1973 (27)       | 191         | A.S. Volley Lube      |
| 13 | Francesco Biribanti | 17.01.1976 (25)       | 198         | Palermo Volley        |
| 14 | Alessandro Fei      | 29.11.1978 (22)       | 204         | A.S. Volley Lube      |
| 15 | Alessandro Farina   | 16.05.1976 (24)       | 182         | Sisley Treviso        |
| 16 | Vigor Bovolenta     | 30.05.1974 (26)       | 202         | Pallavolo Modena      |
| 17 | Leondino Giombini   | 30.01.1975 (26)       | 205         | Trentino Volley       |
| 18 | Valerio Vermiglio   | 01.03.1976 (25)       | 190         | Pallavolo Parma       |